# Wolfgang Peske
Wolfgang „Mecki“ Peske (* 27. Oktober 1941 in Dortmund; † 14. Mai 2019 ebd.) war ein deutscher Eishockeyspieler, der unter anderem für den TuS Eintracht Dortmund in der Bundesliga aktiv war.

## Karriere
Wolfgang Peske absolvierte in der Saison 1960/61 seine ersten Bundesliga-Spiele für den TuS Eintracht Dortmund. Nach dem Abstieg in die Oberliga in der Spielzeit 1962/63 gelang ihm mit der Mannschaft in der folgenden Saison 1963/64 der direkte Wiederaufstieg. Insgesamt absolvierte der Stürmer von 1960 bis 1965 für seinen Heimatverein 34 Bundesliga- und 14 Oberligaspiele. Dabei erzielte er insgesamt 22 Tore.
Nachdem der TuS im Sommer 1965 seinen Spielbetrieb einstellen musste, wechselte Peske wie einige andere Dortmunder Spieler, unter ihnen Ewald Gutberlet und Knut Stürs, zum Oberliga-Aufsteiger EC Deilinghofen (ECD). Dort fiel er vor allem durch seine Schnelligkeit und Pucksicherheit auf. Mit 17 Treffern war er der erfolgreichste Torschütze seiner Mannschaft in der Saison 1965/66. Anschließend spielte er zwei Jahre lang für den Ligakonkurrenten Kölner EK, bevor er zum ECD zurückkehrte und dem Verein dieses Mal für fünf Jahre erhalten blieb. In der Saison 1972/73 wurde die Mannschaft mit nur zwei Punkten Rückstand Vizemeister der Oberliga und verpasste den direkten Bundesliga-Aufstieg nur knapp. Nach der Spielzeit verließ er den ECD, für den er in 158 Spielen insgesamt 78 Tore erzielt hatte.
Peske setzte seine Karriere in der nach Einführung der 2. Bundesliga nun drittklassigen Oberliga fort. Er verbrachte jeweils zwei Jahre beim ERV Essen und beim ERC Westfalen Dortmund. In beiden Mannschaften war er als Spielertrainer tätig. Im Jahr 1977 beendete er seine Karriere.

## Erfolge und Auszeichnungen
- 1964 Meister der Oberliga und Aufstieg in die Bundesliga mit dem TuS Eintracht Dortmund
- 1973 Vizemeister der Oberliga und Qualifikation für die 2. Bundesliga mit dem EC Deilinghofen